# Mizaga racovitzai
Espèce
Synonymes
- Desidiopsis racovitzai Fage, 1909
- Halocryphoeca veneta Caporiacco, 1934

Mizaga racovitzai est une espèce d'araignées aranéomorphes de la famille des Argyronetidae.

## Répartition
Cette espèce se rencontre dans le bassin méditerranéen en France, en Italie et en Croatie.

## Habitat
Cette espèce se rencontre sur les plages.

## Description
La femelle syntype mesure 5,5 mm.
Le mâle décrit par Roth en 1967 mesure 3,80 mm et la femelle 3,60 mm.

## Systématique et taxinomie
Cette espèce a été décrite sous le protonyme Desidiopsis racovitzai par Fage en 1909. Elle est placée dans le genre Mizaga par Roth en 1967.
Halocryphoeca veneta a été placée en synonymie par Lehtinen en 1967.

## Étymologie
Cette espèce est nommée en l'honneur d'Emil Racoviță.

## Publication originale
- Fage, 1909 : « Un nouveau type d'araignée marine en Mediterranee, Desidiopsis racovitzai n. g., n. sp. » Archives de Zoologie Expérimentale et Générale, sér. 4, vol. 9, p. 75-84 (texte intégral).